# Höffern, Frauenstein
Höffern je naselje v Občini Frauenstein v Okraju Šentvid ob Glini na Koroškem v Avstriji.